# Pierre Alleene

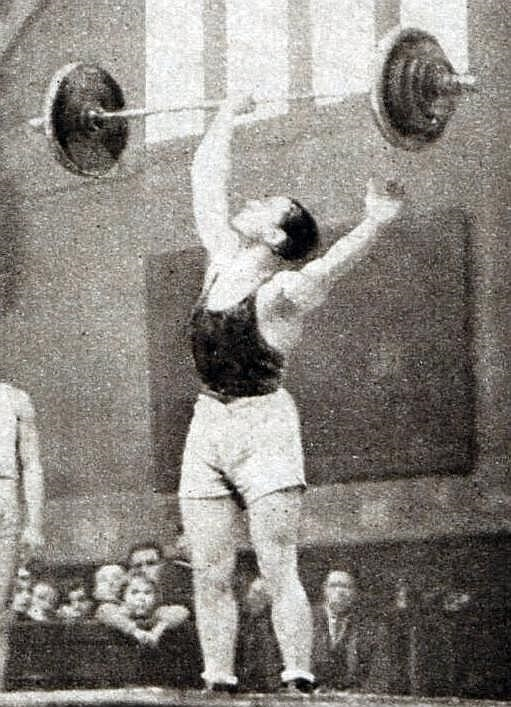
Pierre Alleene, recordman du monde des poids moyens à l'arraché bras droit, en mars 1933 à Paris (91,5 kg).

Pierre Alleene (parfois simplement prénommé René, ou du fait de ses origines incorrectement dénommé Allene) est un haltérophile français, né le 19 juillet 1909 à Roubaix (département du Nord) et mort le 1er aout 1994 à Perpignan. 

## Biographie
Après son service militaire, il est licencié à l'Union sportive métropolitaine des transports (US Metro-Paris) jusqu'en 1935, avant de rejoindre l'Union Sociétaire Roubaisienne avant les Jeux olympiques de 1936.

## Palmarès
- Recordman du monde poids moyens (75 kg) de l'arraché à droite en mars 1933 à Paris, au gymnase Voltaire (91,5 kg)[3];
- Recordman de France poids moyens de l'arraché à gauche en 1934 à Bourg[4];
- Champion d'Europe d'haltérophilie poids moyens le 17 septembre 1933, à Essen devant les Allemands Rudolf Ismayr (champion olympique en 1932, et champion d'Europe 1931, 1934 et 1935, battu de 5 kg) et Eugen Jordan (avec un total de 497,5 kg à la somme des trois mouvements classiques, à deux bras -développé, et arraché - jeté-, et à l'arraché des bras gauche et droit, en levant cinq fois des deux mains le poids total cité [5],[6],[7], le total soulevé étant équivalent à celui du champion luxembourgeois mi-lourd Nicolas Scheitler dans la catégorie des 82,5 kg la même année[8]);
- Champion de France d'haltérophilie poids moyens en mars 1933, et en 1934;
  - 8e de la catégorie des poids moyens lors des Jeux olympiques de 1936[9].